# Багмут Володимир Миколайович
Ба́гмут Володи́мир Микола́йович (нар. 21 лютого 1962, Дніпродзержинськ, СРСР) — радянський та український футболіст, що виступав на позиції захисника та півзахисника. Відомий передусім завдяки виступам у складі дніпропетровського «Дніпра». Майстер спорту СРСР (1983). Після завершення активних виступів розпочав кар'єру тренера.

## Життєпис
Свій футбольний шлях Володимир Багмут розпочав у Дніпродзержинську, тренуючися в одній групі з Геннадієм Литовченком у тренера Івана Єрохіна. З 1979 року виступав у складі місцевого «Металурга», займаючи переважно позицію крайнього півзахисника. На початку 80-тих отримав пропозицію від дніпропетровського «Дніпра», однак відхилив її. Щоправда у 1983 році опинився у лавах головного клубу дніпропетровщини, у першому ж сезоні приклавши зусилля до здобуття «золота» чемпіонату СРСР. З наступного сезону Багмут став беззаперечним гравцем основи «Дніпра». Він міг закрити будь-яку позицію в півзахисті, грав на фланзі оборони і на кожній позиції діяв вкрай ефективно. У 1985 році Багмут відіграв в усіх стартових 20 поєдинках, однак завершити сезон на мажорній ноті йому завадила травма, через яку того року на полі він вже так і не з'явився.

## Досягнення
Командні трофеї
- Чемпіон СРСР (1): 1988
- Срібний призер чемпіонату СРСР (2): 1987, 1989
- Бронзовий призер чемпіонату СРСР (2): 1984, 1985
- Володар Кубка СРСР (1): 1988/89
- Володар Кубка сезону СРСР (1): 1988
- Володар Кубка Федерації футболу СРСР (2): 1986, 1989
- Фіналіст Кубка Федерації футболу СРСР (1): 1990
- Бронзовий призер чемпіонату України (3): 1992, 1994/95, 1995/96
- Фіналіст Кубка України (2): 1994/95, 1996/97
- Брав участь у чемпіонському (1983) та «срібному» (1993/94) сезонах «Дніпра», однак провів замало матчів для отримання медалей

Індивідуальні здобутки
- Майстер спорту СРСР (1983)
- У списках «33 найкращих футболістів СРСР» (2): 1988 (№ 3), 1989 (№ 2)